# Assassin’s Creed: Miecz Shao Jun
Assassin’s Creed: Miecz Shao Jun, znana w Japonii jako Assassin’s Creed: China (jap. アサシン クリード チャイナ Asashin Kurīdo Chaina) – manga autorstwa Minojiego Kuraty, publikowana na łamach magazynu „Gekkan Sunday Gene-X” wydawnictwa Shōgakukan od października 2019 do czerwca 2021. Historia opowiada o Shao Jun, bohaterce gry komputerowej Assassin’s Creed Chronicles: China, wydanej w 2015 roku przez firmę Ubisoft.

## Fabuła
W roku 1526 Chinami rządziła dynastia Ming. Chociaż państwo prężnie się rozwijało, wskutek czystek przeprowadzonych przez nowego cesarza, towarzysze Shao Jun zostali zdziesiątkowani, a ona stała się jedyną chińską asasynką, której udało się przetrwać. Po ucieczce do Europy, Shao Jun postanawia samotnie wrócić do ojczyzny, aby pomścić swoich zmarłych pobratymców.

## Publikacja serii
Seria ukazywała się w magazynie „Gekkan Sunday Gene-X” od 19 października 2019 do 17 czerwca 2021. Wydawnictwo Shōgakukan zebrało ją w 4 tankōbonach, wydanych między 19 lutego 2020 a 19 sierpnia 2021.
W Polsce prawa do dystrybucji serii nabyło wydawnictwo Egmont.
| Nr | Język japoński   | Język japoński         | Język polski     | Język polski           |
| Nr | Data wydania     | ISBN                   | Data wydania     | ISBN                   |
| -- | ---------------- | ---------------------- | ---------------- | ---------------------- |
| 1  | 19 lutego 2020   | ISBN 978-4-09-157589-0 | 22 marca 2023    | ISBN 978-83-281-5719-4 |
| 2  | 17 lipca 2020    | ISBN 978-4-09-157590-6 | 31 maja 2023     | ISBN 978-83-281-6415-4 |
| 3  | 19 lutego 2021   | ISBN 978-4-09-157626-2 | 23 sierpnia 2023 | ISBN 978-83-281-6430-7 |
| 4  | 19 sierpnia 2021 | ISBN 978-4-09-157641-5 | 8 listopada 2023 | ISBN 978-83-281-6431-4 |